# Józef Sokołowski (etnograf)
Józef Sokołowski (ur. 23 stycznia 1916 w Radzięcinie, zm. 15 listopada 1973 w Biłgoraju) – polski etnograf, badacz kultury ludowej Biłgorajszczyzny, nauczyciel i pedagog, oficer Wojska Polskiego i Batalionów Chłopskich.

## Życiorys
Od 1935 pracował jako nauczyciel w Krasnymstawie. Utrzymywał wówczas kontakty ze Związkiem Młodzieży Wiejskiej „Wici”. W 1939 brał udział w wojnie obronnej Polski, a po rozpoczęciu okupacji niemieckiej zaangażował się w działania ruchu oporu. Początkowo należał do Związku Walki Zbrojnej, a od 1941 do Batalionów Chłopskich.
W 1942 został aresztowany przez Gestapo. Przetrzymywany był w więzieniach w Biłgoraju i na Zamku w Lublinie, a następnie skierowano go do obozu koncentracyjnego Auschwitz. W nocy 19 na 20 maja 1943 wraz z innymi więźniami został uwolniony podczas akcji dywersyjnej przeprowadzonej przez batalion Szarych Szeregów „Zośka”. Po rekonwalescencji powrócił w okolice Biłgoraja i na nowo działał w ruchu oporu. Od listopada 1943 pełnił służbę w Państwowym Korpusie Bezpieczeństwa.
29 lipca 1944 wkroczył do Biłgoraja na czele defilady oddziałów partyzanckich zajmujących opuszczone przez Niemców miasto. 8 sierpnia 1944 został zaproszony na naradę z przedstawicielami PKWN i Armii Czerwonej. W trakcie narady został aresztowany, a następnie drogą lotniczą przez Lublin i Świdnik zesłany do ZSRR. Do kraju powrócił w listopadzie 1947.
Po powrocie do Polski pracował w Biłgoraju jako nauczyciel w szkołach szczebla podstawowego i średniego. Pełnił funkcję dyrektora Zasadniczej Szkoły Metalowo-Drzewnej i Powiatowego Domu Kultury. Zajmował się pracami etnograficznymi: poznawaniem i opisywaniem regionalnych pieśni i melodii oraz tradycyjnych zabaw i obrzędów. Zapisał ponad 500 samodzielnie zebranych utworów. Był autorem widowisk scenicznych odwołujących się do regionalnej kultury ludowej.
Jako były żołnierz podziemia niepodległościowego do końca życia był nadzorowany przez Służby Bezpieczeństwa PRL. Po okresie aresztowania i tortur w latach 1944-1947 pozostały mu blizny i zaburzenia ruchowe dłoni. Zmarł w 1973 i został pochowany w Biłgoraju.
Za swoje zasługi dla kultury i sztuki został odznaczony m.in. Krzyżem Kawalerskim Orderu Odrodzenia Polski. 

## Upamiętnienie
W 2003 wydano publikację Biłgorajska Ty Ziemico, Ziemio moja miła. Pieśni ludowe z powiatu biłgorajskiego, w której umieszczono wybór utworów zebranych przez Sokołowskiego. Na terenie osiedla Różnówka w Biłgoraju znajduje się ulica jego imienia.